# E18错误

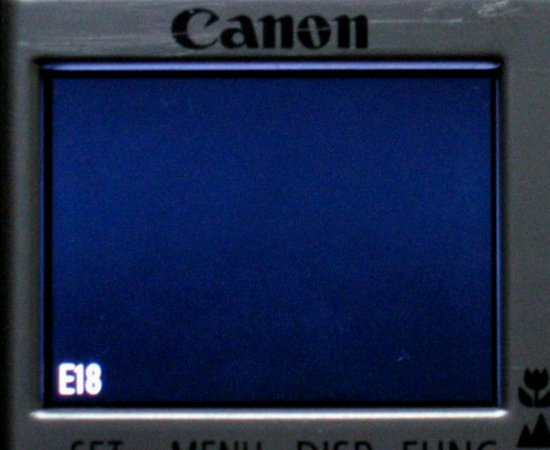
E18错误发生时在相机屏幕上的显示

E18错误（E18 error）是一个佳能数码相机的错误信息。佳能方面声称E18错误的产生是由于变焦镜头伸出或退回受到阻挡。该错误并不普遍，但是在佳能的用户群中却很臭名昭著，因为该错误使得相机无法使用，而维修所需不菲，佳能拒绝提供免费的维修或更换。
其他的数码相机厂商也有类似的问题，比如Nikon Coolpix SYSTEM ERROR。任何有着伸缩变焦镜头的机型都可能遭遇类似的错误信息。

## 起因
根据佳能公司的解释，该错误的可由以下原因造成：
- 相机的启动或镜头的伸出受到阻挡
- 镜头在伸出后受到震动
- 开关机时电池电量不足
- 相机摔到地上
- 尘土、沙子或污物进入相机内部
- 一般相机當機
- “一般相机故障”

通常，相机出现E18错误仅仅是相机启动时镜头受到了一些阻挡。然而更大的问题是：该错误出现时相机的镜头会卡住，从而无法让相机避免更多的伤害。